# دودلي لينكولن ستاينوول
دودلي لينكولن ستاينوول (بالإنجليزية: Dudley Lincoln Steinwall)‏ (مواليد 9 نوفمبر 1974 في سريلانكا) لاعب كرة قدم سريلانكي دولي يجيد اللعب في خط الدفاع . يلعب حاليا لصالح نادي شباب نيغومبو السريلانكي منذ سنة 2006 .

## روابط خارجية
- دودلي لينكولن ستاينوول على موقع قاعدة بيانات كرة القدم.إي يو (الإنجليزية)
- دودلي لينكولن ستاينوول على موقع ناشيونال فوتبول تيمز (الإنجليزية)